# Mirogoj-Friedhof

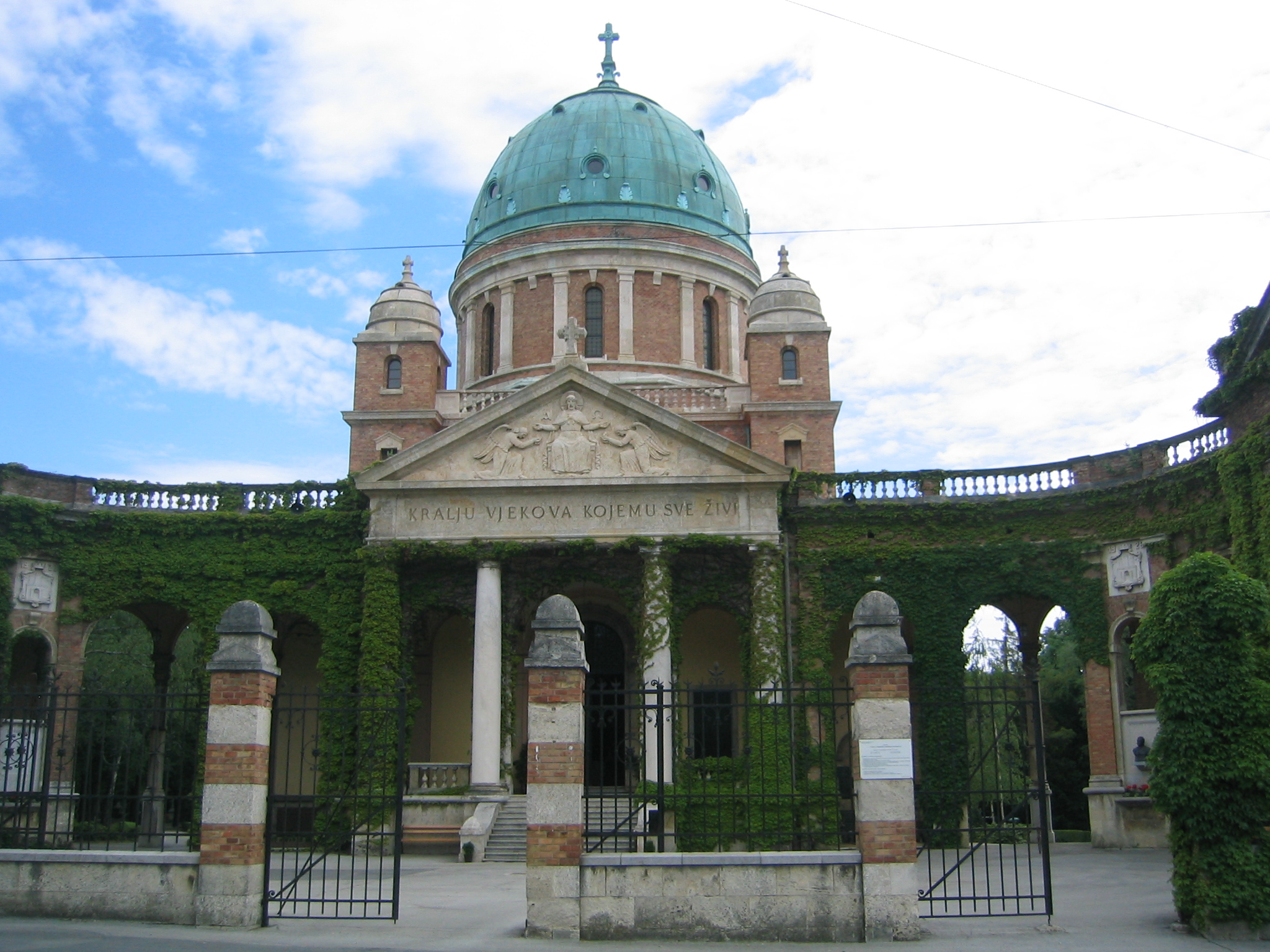
Haupteingang

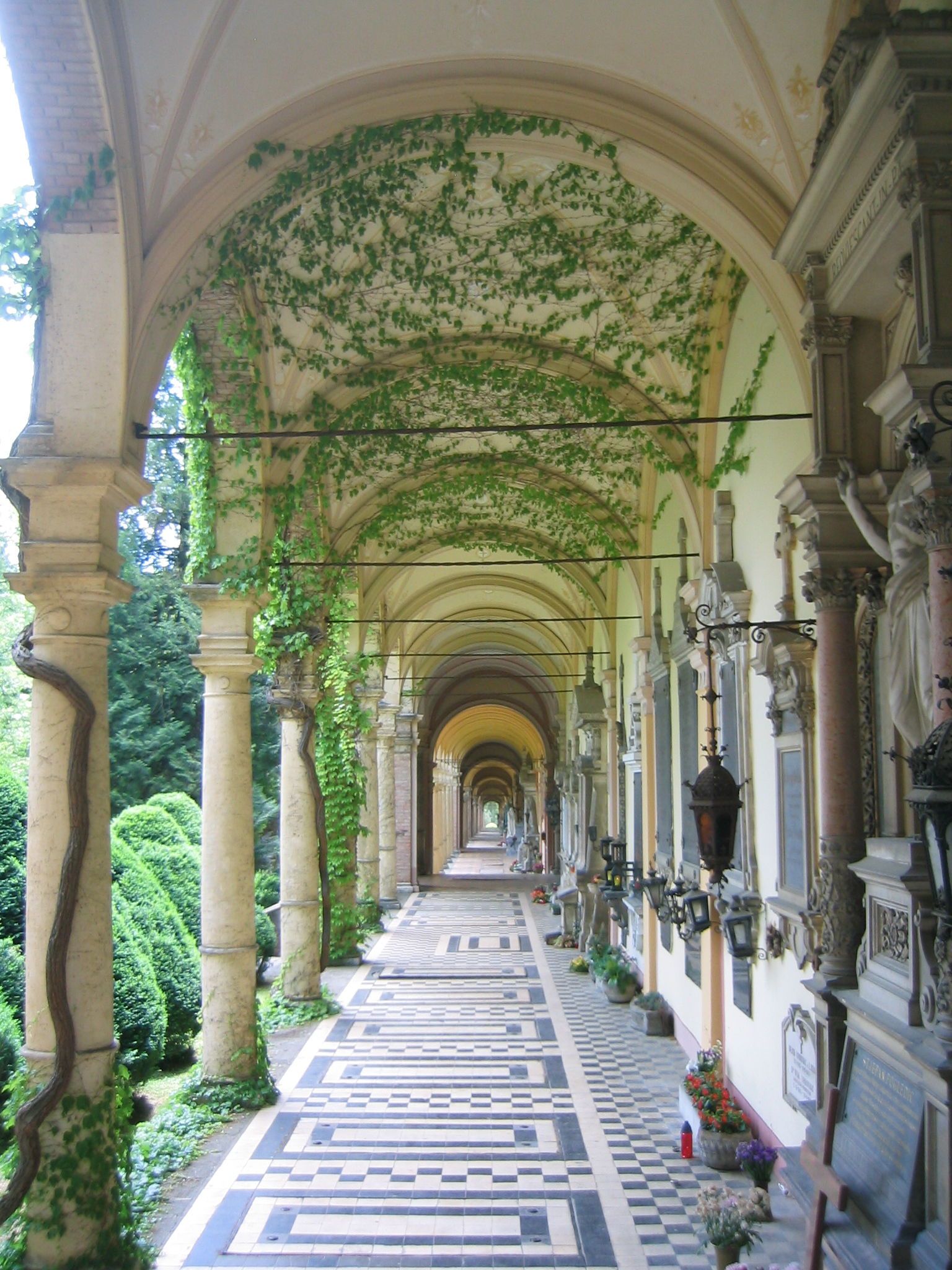
Arkaden im Mirogoj-Friedhof

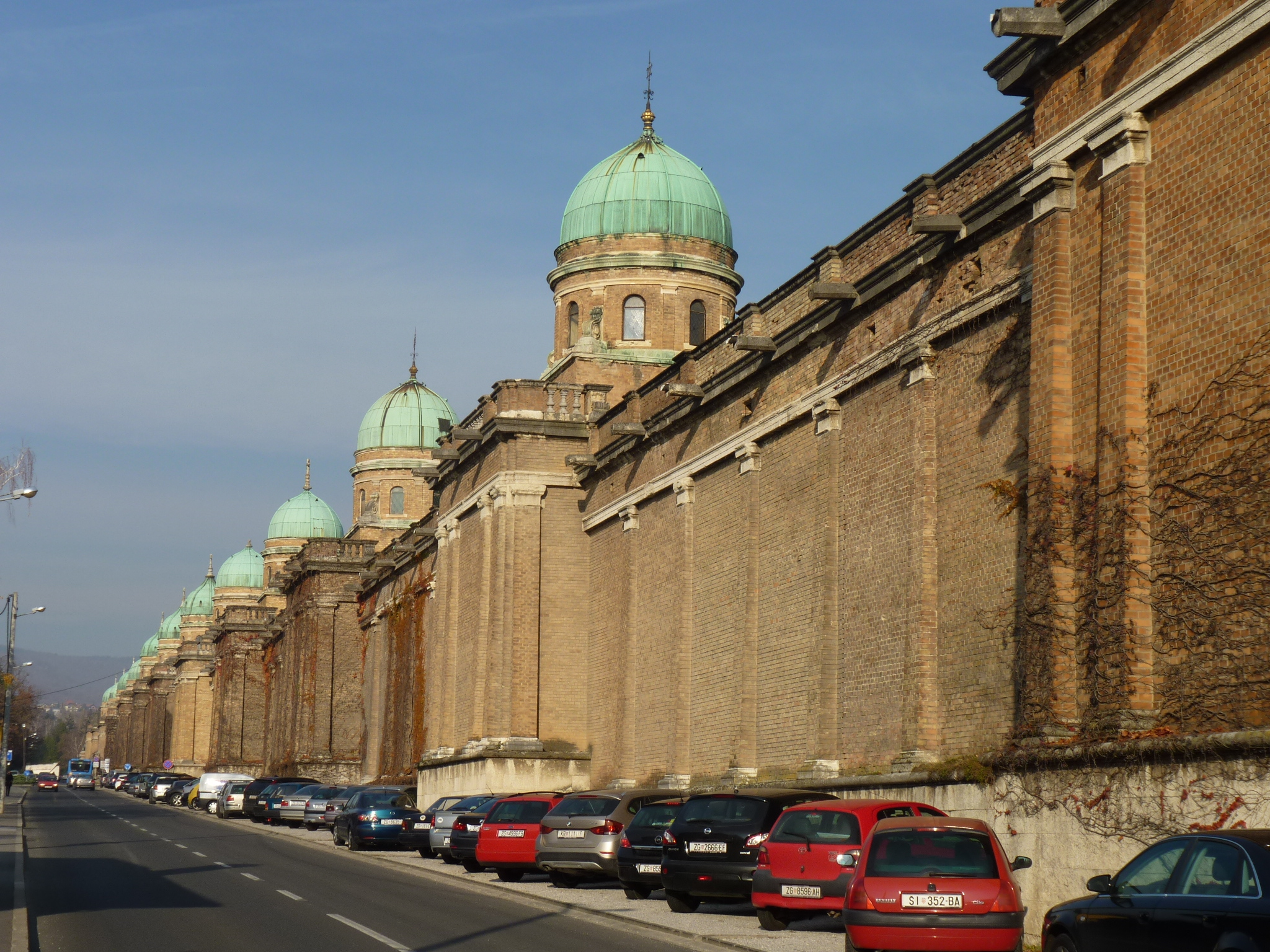
Die Arkaden des Mirogoj-Friedhofs von außen.

Der Mirogoj-Friedhof ist der multikonfessionelle Zentralfriedhof der kroatischen Hauptstadt Zagreb. Er ist mit einer Fläche von knapp 72,4 Hektar der größte Friedhof Kroatiens. Aufgrund seiner Gestaltung als Parkanlage, seiner Bauwerke und der vielen Gräber bekannter Persönlichkeiten gehört er zu den Sehenswürdigkeiten der Stadt.
Auf dem Mirogoj-Friedhof sind Werke zahlreicher berühmter Bildhauer und Künstler zu sehen, so z. B. von Antun Augustinčić, Dušan Džamonja, Robert Frangeš Mihanović, Ivo Kerdić, Frano Kršinić, Ivan Meštrović, Edo Murtić, Vanja Radauš, Ivan Rendić, Jozo Turkalj und Rudolf Valdec.

## Geschichte
Der Mirogoj-Friedhof wurde im Jahr 1876 auf einem Grundstück des Sprachgelehrten Ljudevit Gaj angelegt. Bis dahin gab es in Zagreb insgesamt zehn kleinere Friedhöfe, die nun alle durch den Mirogoj-Friedhof ersetzt wurden. Die erste Beisetzung auf dem Friedhof fand am 1. November 1876 statt.
Der Architekt Hermann Bollé gestaltete die Hauptgebäude. Der Bau der Arkaden, der Kuppeln, und der Kirche im Eingangsportal wurde im Jahr 1879 begonnen. Erst im Jahr 1929 wurden die Bauarbeiten abgeschlossen.
Am 19. August 1991 verübte der jugoslawische Militärgeheimdienst Kontraobaveštajna služba unter dem Decknamen Operation Labrador zwei Bombenanschläge auf dem Friedhof, um in den internationalen Medien ein Bild von einem pro-faschistischen Staat Kroatien zu schaffen. Dabei kam es nur zu Sach- aber keinen Personenschäden.
Bei einem Erdbeben am 22. März 2020 kam es zu Schäden an Friedhofsgebäuden und Gräbern.

## Lage

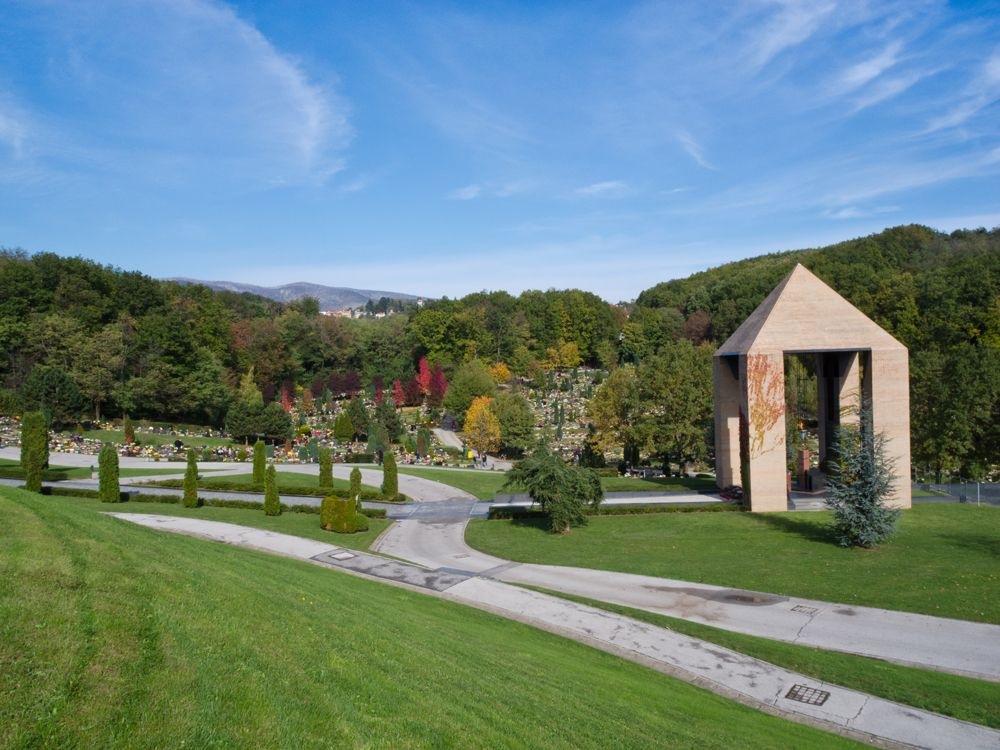
Blick auf die Allee der Urnen

Der Friedhof wurde als Parkanlage auf einem Ausläufer des Zagreber Hausbergs Medvednica angelegt. Er liegt dadurch deutlich höher als das Stadtzentrum von Zagreb, aber nur wenige Autominuten davon entfernt.

## Konfessionen
Innerhalb dieses Friedhofs sind alle Religionen räumlich gleichgestellt. So finden sich Gräber von Personen jüdischen, römisch-katholischen, orthodoxen und muslimischen Glaubens.

## Gedenkstätten

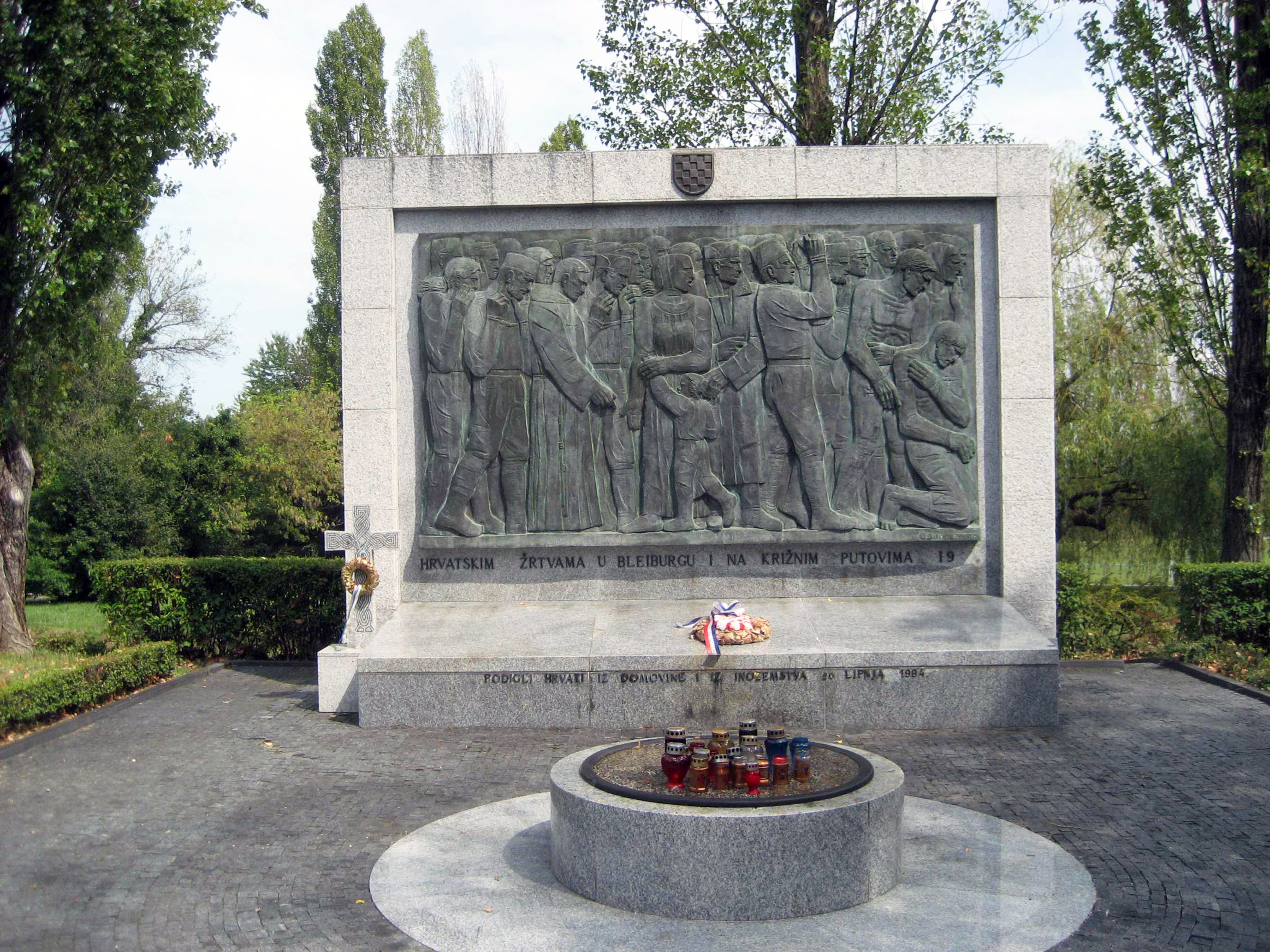
Denkmal für die Opfer des Massakers von Bleiburg und des Kreuzweges (1994)

Auf dem Mirogoj-Friedhof befindet sich ein 1996 angelegter deutscher Soldatenfriedhof, auf dem über 4.400 gefallene deutsche Soldaten des Zweiten Weltkriegs bestattet sind.
Zudem gibt es unter anderem folgende Gedenkstätten:
- Denkmal für die Opfer des Ersten Weltkrieges (1919)
- Denkmal für die jugoslawischen Volkshelden
- Denkmal für die kroatischen Nationalgardisten (1993)
- Denkmal für die Opfer des Massakers von Bleiburg und des Kreuzweges (1994)
- Denkmal „Stimme des kroatischen Opfers – Mauer des Schmerzes“ (für die kroatischen Opfer des Kroatienkrieges)

## Bestattete Persönlichkeiten in alphabetischer Reihenfolge

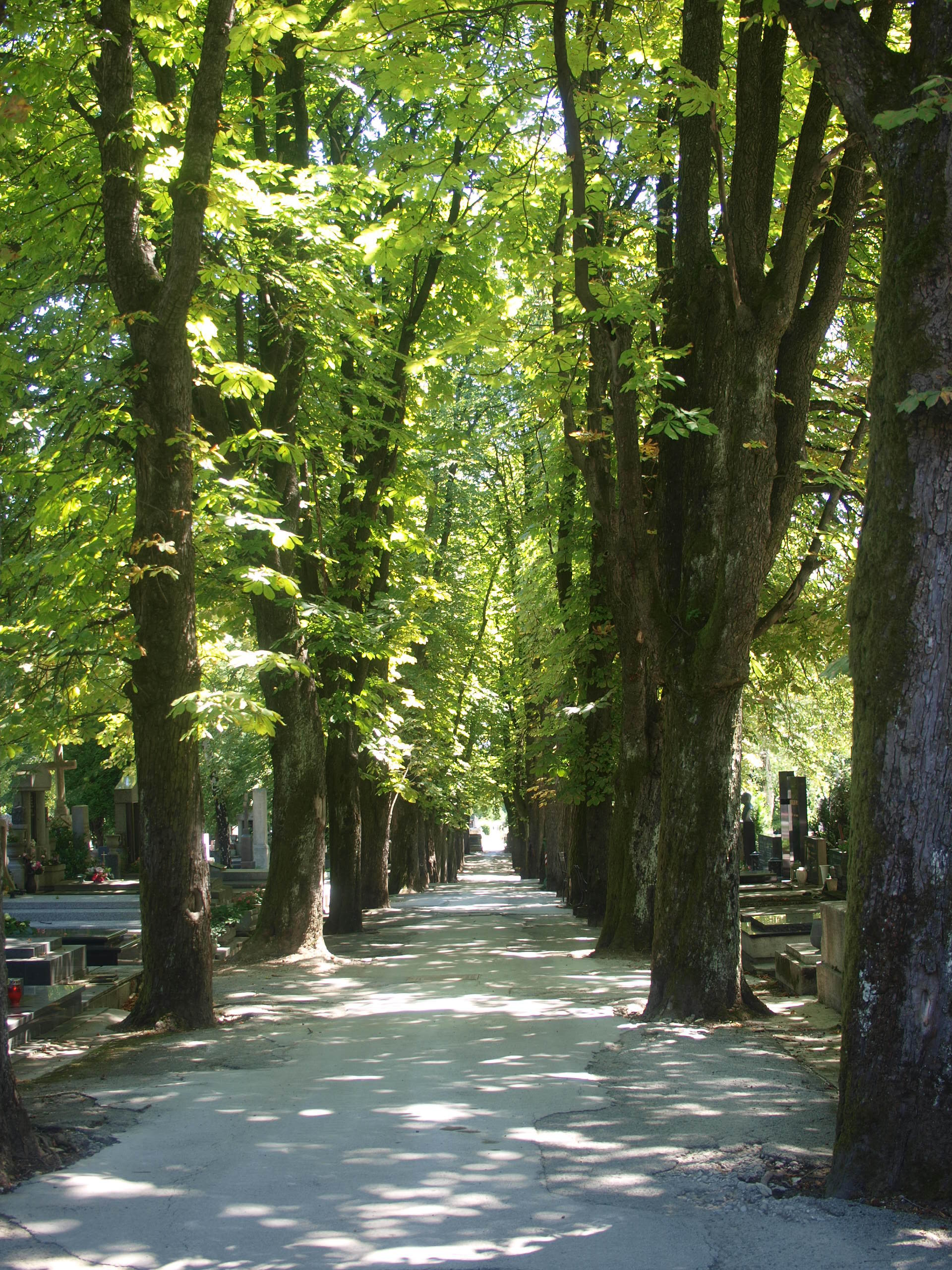
Allee auf dem Mirogoj-Friedhof

- Tugomir Alaupović (1870–1958), Schriftsteller
- Vladimir Bakarić (1912–1983), Politiker
- Miro Barešić (1950–1991), Militär
- Otto Barić (1932–2020), Fußballspieler und -trainer
- Vladimir Becić (1886–1954), Maler
- Milan Begović (1876–1948), Schriftsteller
- Blagoje Bersa (1873–1934), Komponist, Dirigent und Hochschullehrer
- Bruno Bušić (1939–1978), Journalist
- Dobriša Cesarić (1902–1980), Schriftsteller
- Enver Čolaković (1913–1976), Schriftsteller
- Krešimir Ćosić (1948–1995), Basketballspieler
- Dimitrija Demeter (1811–1872), Schriftsteller
- Žarko Dolinar (1920–2003), Tischtennisspieler
- Janko Drašković von Trakošćan (1770–1856), Politiker und Schriftsteller
- Franjo Dugan (1874–1948), Komponist
- Petar Dumičić (1901–1984), Pianist
- Božidar Finka (1925–1999), Linguist
- Ljudevit Gaj (1809–1872), führende Persönlichkeit und Mitbegründer der Illyrischen Bewegung
- Fran Galović (1887–1914), Schriftsteller
- Siniša Glavašević (1960–1991), Kriegsberichterstatter
- Jakov Gotovac (1895–1982), Komponist, Dirigent
- Vladimir Gotovac (1930–2000), Dichter und Politiker
- Vjekoslav Heinzel, Architekt
- Aleksandar Horvat, Politiker
- Ivo Horvat (1897–1963), Botaniker
- Josip Horvat, Publizist und Historiker
- Rudolf Horvat, Historiker und Politiker
- Dubravko Horvatić, Schriftsteller
- Tomislav Ivčić (1953–1993), Sänger, Komponist und Politiker
- Tomislav Jablanović (1921–1986), Titularbischof
- Vojin Jelić, Schriftsteller
- Sida Košutić (1902–1965), Schriftstellerin
- Ivo Kozarčanin, Schriftsteller
- Zlatko Kranjčar (1956–2021), Fußballspieler und -trainer
- Miroslav Krleža (1893–1981), Schriftsteller
- Vatroslav Lisinski (1819–1854), Komponist und Mitbegründer der Illyrischen Bewegung
- Vladko Maček (1879–1964), Politiker
- Nikola Mašić, Maler
- Lovro von Matačić (1899–1985), Dirigent
- Antun Gustav Matoš (1873–1914), Schriftsteller
- Ivan Mažuranić (1814–1890), Schriftsteller
- Ivana Brlić-Mažuranić (1874–1938), Autorin
- Andrija Mohorovičić (1857–1936), Meteorologe und Geophysiker
- Edo Murtić (1921–2005), Maler
- Vladimir Nazor (1876–1949), Schriftsteller
- Maximilian Njegovan (1858–1930), Admiral
- Krsto Odak (1888–1965), Komponist
- Vlaho Paljetak, Sänger, Komponist
- Boris Papandopulo (1906–1991), Komponist
- Slavoljub Eduard Penkala (1871–1922), Ingenieur Erfinder
- Rudolf Perešin (1958–1995), Jagdflieger
- Dražen Petrović (1964–1993), Basketballspieler
- Gajo Petrović (1927–1993), Philosoph
- Vladimir Prelog (1906–1998), Nobelpreisträger
- Petar Preradović (1818–1872), Offizier, Schriftsteller
- Braslav Rabar, Schachspieler
- Franjo Rački (1828 oder 1829–1894), Historiker, Schriftsteller und Politiker
- Stjepan Radić (1871–1928), Politiker
- Ivo Robić (1923–2000), Sänger
- Vladimir Ruždjak, Bariton und Komponist
- Branimir Sakač (1918–1979), Komponist
- Mirko Seljan, Entdecker
- Alois Schusterschitz (1867–1948), österreichisch-ungarischer Admiral
- Ivan Slamnig (1930–2001), Dichter
- Tadija Smičiklas (1843–1914), Historiker, Schriftsteller und Politiker
- Antun Stipančić (1949–1991), Tischtennisspieler
- Rudi Supek (1913–1993), Soziologe
- Mate Šarlija (1929–1999), Kommandeur des I. Dobrovoljačka pukovnija „Kralj Tomislav“
- August Šenoa (1838–1881), Schriftsteller
- Ivica Šerfezi (1935–2004), Schlagersänger
- Antun Branko Šimić (1898–1925), Schriftsteller
- Dinko Šimunović (1873–1933), Schriftsteller
- Božidar Širola (1889–1956), Komponist
- Milan Šufflay (1879–1931), Historiker
- Stjepan Šulek (1914–1986), Komponist, Dirigent
- Ivan Supek, Physiker/Schriftsteller; Präsident der Kroatischen Akademie der Wissenschaften
- Gojko Šušak (1945–1998), Verteidigungsminister
- Miroslav Šutej, Pop-Art-Künstler
- Tvrtko Švob (1917–2008), Biologe
- Dragutin Tadijanović (1905–2007), Schriftsteller
- Nikola Tanhofer (1926–1998), Regisseur
- Ivan Tišov (1870–1928), Maler
- Ante Miko Tripalo (1926–1995), Politiker
- Milka Trnina (1863–1941), Opernsängerin
- Jagoda Truhelka (1864–1957), Autorin
- Franjo Tuđman (1922–1999), Präsident
- Tin Ujević (1891–1955), Dichter
- Stanko Vraz (1810–1851), Schriftsteller
- Bernard Vukas (1927–1983), Fußballspieler
- Ljudevit Vukotinović, Lyriker
- Ivan Zajc (1832–1914), Komponist
- Branko Zebec (1929–1988), Fußballtrainer
- Vladimir Žerjavić, Historiker